# Kákics
Kákics község Baranya vármegyében, a Sellyei járásban.

## Fekvése
Szigetvártól délkeletre, Sellye közvetlen északi szomszédságában fekvő település. Közúton a baranyai térség legjelentősebb főútjának számító 6-os főút felől legegyszerűbben Szentlőrincnél letérve, Királyegyházáig az 5805-ös, majd onnan Sumonyon és Okorágon át az 5806-os úton juthatunk el a településre, de megközelíthető Szigetvár felől is, Dencsháza, Szentegát és Okorág érintésével. A falu központjában ágazik ki a sellyei országútból a Kákicstól nyugatra fekvő zsákfaluba, Marócsára vezető 58 153-as számú mellékút. Kákics mindemellett vonattal is elérhető, a Szentlőrinc–Sellye-vasútvonalon, Kákics megállóhely a vasút és a marócsai országút kereszteződésénél található.
Távlatilag Kákics is az egyik nyertese lehet majd azoknak a regionális fejlesztési elképzeléseknek, melyek egyik célja a 67-es főút meghosszabbítása a horvát határig és a Révfalu térségében tervezett új Dráva-hídig. A lehetséges nyomvonalváltozatok egyike ugyanis közvetlenül Kákics keleti határánál húzódik, rövid szakaszon érintve a falu közigazgatási területét is, míg a B változat szerint a majdani új út a falutól néhány száz méterre nyugatra haladna el.

## Vízrajza
A település központi része a környezetéből csekély mértékben kiemelkedő, kevéssé vízjárta helyen fekszik, de a külterületet mindenhol árkok szabdalják. A falu legjelentősebb vízfolyása a Fekete-víz, amely központtól északkeleti irányban, néhány száz méteren keresztül Kákics közigazgatási területeit szeli keresztül.

## Története
Kákics nevét az oklevelek 1410-ben említették először Kakych néven. A települést az ismert történelme során mindvégig magyarok lakták (akik közé csak elvétve költözött egy-egy német vagy horvát család), a falu a török időkben sem néptelenedett el. Birtokosai voltak többek között a pécsi káptalan, a Traun család és a Batthyány, majd 1848 után a Draskovichok birtoka lett.
A falu jelenlegi területén két kisebb, régészeti jelentőségű területet tartanak számon: az egyik az ótemető területe a faluközpont délkeleti részében (a jelenkori temető a központtól jóval messzebb, északnyugati irányban található a marócsai út mentén), a másik pedig a központtól mintegy másfél kilométerre nyugatra [Marócsától hasonló távolságra délre] fekvő Gilicze-dűlő, ahol a közelmúltig a falu kanászháza és erdészháza is állt.
Gilicze (máshol Gellice, Görice vagy Zsilice) a középkorban még önálló falu volt a mai Kákics területén, egyházi szempontból Marócsa alárendeltségében, és egy nagy méretű, erős kőtemplommal is rendelkezett. A lakók azonban idővel Kákicsra költöztek át, a templom köveit pedig a törökök a hódoltság idején elhordták, hogy a szigetvári vár védelmének megerősítésére használják fel azokat. A Gilicze-dűlőben a múltban aranypénzeket, beomlott pincéket találtak, illetve egy kovácsműhely maradványai is előkerültek, a terület tényleges, érdemi régészeti feltárása azonban még várat magára.
2012-ben felújították a Sellye-Királyegyháza utat, ennek keretében Kákics területén, 700 méter hosszan a MOL Nyrt.-től származó gumibitument alkalmaztak a kopóréteg terítésekor.
2018-ban 20,13 százalékos volt a munkanélküliségi ráta.

## Nevének eredete
A Kákics településnév eredete bizonytalan, de feltételezések szerint a terület növényzetére utalhat: eszerint vagy a káka, vagy a gyermekláncfű egyik népi elnevezése lehet a név eredete. A szomszéd településeknek a kákicsiakra vonatkozó csúfolóiban felbukkan még a hasonló hangalak okán a kukac és a kánya is, a falunév eredetéhez azonban ezeknek nyilvánvalóan nincs közük.

## Közélete

### Polgármesterei
- 1990–1994: Bódis János (független)[7]
- 1994–1998: Bódis János (független)[8]
- 1998–2002: Bódis János (független)[9]
- 2002–2006: Bódis János (független)[10]
- 2006–2010: Szekeresné Spang Lívia Katalin (független)[11]
- 2010–2014: Szekeresné Spang Lívia Katalin (független)[12]
- 2014–2019: Szekeresné Spang Lívia Katalin (független)[13]
- 2019–2024: Szekeresné Spang Lívia (független)[14]
- 2024– : Szekeresné Spang Lívia (független)[1]

## Népesség
A település népességének változása:
| Lakosok száma | 224  | 211  | 210  | 192  | 182  | 188  | 192  | 188  |
|               | 2013 | 2014 | 2015 | 2019 | 2021 | 2022 | 2023 | 2024 |

A 2011-es népszámlálás során a lakosok 98,6%-a magyarnak, 18,8% cigánynak, 0,9% horvátnak, 0,9% németnek mondta magát (1,4% nem nyilatkozott; a kettős identitások miatt a végösszeg nagyobb lehet 100%-nál). A vallási megoszlás a következő volt: római katolikus 49,5%, református 17,9%, felekezeten kívüli 5,5% (25,2% nem nyilatkozott).
2022-ben a lakosság 92,6%-a vallotta magát magyarnak, 22,3% cigánynak, 3,2% horvátnak (7,4% nem nyilatkozott; a kettős identitások miatt a végösszeg nagyobb lehet 100%-nál). Vallásuk szerint 28,7% volt római katolikus, 16,5% református, 2,1% egyéb keresztény, 8,5% felekezeten kívüli (44,1% nem válaszolt).

## Nevezetességei
- Református templom – a falu legmagasabb pontján emelt, 1836-ban klasszicista stílusban épült istenháza országos védettség alatt áll.
- Pásztorház – a marócsai és az okorági országutak szétágazásánál álló földszintes építmény szintén országos védettségű építmény, mint az Ormánság népi építészetének egyik jellegzetes emléke.
- Egykori parókia épülete – az ormánsági fejfagyűjteménynek otthont adó egykori parókiai épület (utcai homlokzatán Kiss Géza emléktáblájával) országos védelemre javasolt épület.
- Népi építészeti értékek – a felsoroltakon felül a településközpontban összesen hat épület áll helyi védettség alatt.

## Híres szülöttei
- Kiss Géza református lelkész, író az Ormánság népművészetének, néprajzának, nyelvjárásának kutatója itt született a faluban.

## Gazdasága
Kákics lakossága a múltban leginkább mezőgazdasági tevékenységekből élt, amihez a falu külterületi határai, bár nem nagy kiterjedésűek, de a lakosság nagyságához mérten elegendő lehetőséget biztosítottak. Mezőgazdasági termény hasznosítására létesült a falu hajdani egyetlen ipari létesítménye, a mónosokori határban, de még kákicsi területen működött kendergyár is. A kendergyár megszűnése után az épület egy ideig lakóház volt, de ma már annak is csak romjai találhatók meg a faluközponttól északkeletre, a Fekete-víz túlpartján fekvő, részben beerdősült területen; ugyanígy már csak romjai találhatók meg a községtől délre létesített egykori szarvasmarha-telepnek is.